# Ich bin von Kopf bis Fuß auf Liebe eingestellt

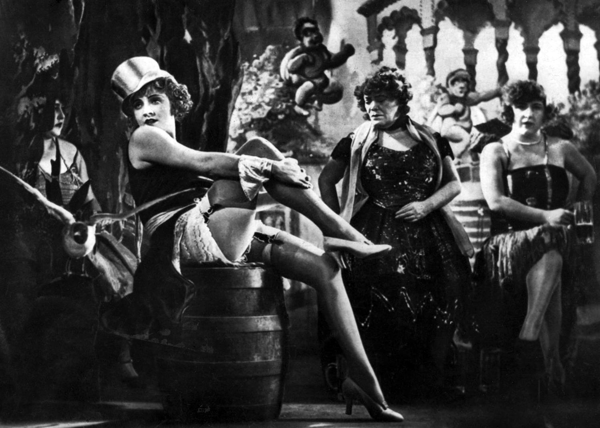
Filmszene mit Marlene Dietrich beim Singen von Ich bin von Kopf bis Fuß auf Liebe eingestellt (1930)

Ich bin von Kopf bis Fuß auf Liebe eingestellt ist ein Lied, das Friedrich Hollaender 1930 für den Film Der blaue Engel komponierte. Von Hollaender stammt auch der Text. Im Film wurde das Lied von Marlene Dietrich in ihrer Filmrolle der Lola Lola gesungen und durch ihre Interpretation weltberühmt.
Der Text beschreibt aus der Perspektive der Femme fatale Lola ihre Anziehungskraft und zerstörerische Wirkung auf Männer („Männer umschwirr‘n mich…“; „…wenn sie verbrennen…“). Zugleich beteuert die Interpretin ihre Unschuld und Naivität („…dafür kann ich nicht…“; „…ich kann halt lieben nur und sonst gar nichts“). Hollaender schildert in seiner Autobiographie, dass er erst die Musik komponierte. Anschließend verfasste er den Text, den er zunächst nur als Provisorium ansah. Das Filmteam war aber spontan begeistert und verwarf seine Bedenken wegen des Textes.
Das Lied ist ein langsamer Walzer, steht also im ¾-Takt, und hat zwei Strophen, beginnend mit „Ein rätselhafter Schimmer…“ sowie „Was bebt in meinen Händen…“. Berühmt geworden ist aber vor allem der Refrain, der mit der titelgebenden Zeile „Ich bin von Kopf bis Fuß auf Liebe eingestellt“ anfängt. Der Refrain hat die in der Popularmusik häufig verwendete Liedform A-A-B-A. Jeder der vier Teile besteht aus acht Takten, so dass sich insgesamt eine Folge von 32 Takten ergibt. Hollaender komponierte das Lied in der Tonart F-Dur, und so erschien es auch in der ersten Druckausgabe. Im Film steht es in D-Dur, offenbar mit Rücksicht auf Dietrichs verhältnismäßig tiefe Stimmlage. In einer ersten Schallplattenaufnahme sang sie es noch einen Halbton tiefer, in Des-Dur.

„Ich bin von Kopf bis Fuß auf Liebe eingestellt“ auf Electrola, aufgenommen in der Singakademie 1930, Schellackplatte

Im Film erklingt das Lied während eines Besuchs von Professor Rath in Lolas Variété. Zunächst spielt die Kapelle, die Weintraub Syncopators, eine instrumentale Einleitung. Dann singt Lola die erste Strophe. Der anschließende Refrain wird vom Direktor des Variétés unterbrochen, nachdem er mit Rath zusammen eine Loge betreten hat. Der Direktor stellt Rath dem Publikum als Ehrengast vor. Danach setzt wieder Lolas Gesang mit dem Refrain ein. Abschließend wiederholt sie den Refrain, ohne die zweite Strophe zu singen. Während ihrer Darbietung nimmt sie, auf einem Fass sitzend, eine aufreizend-laszive Pose ein. Ihre Wirkung auf Rath ist an dessen verzücktem Gesicht abzulesen.
Parallel zu der deutschen Fassung drehte das Filmteam mit denselben Schauspielern eine englische Version des Films (The Blue Angel). In dieser Version erklingt das Lied mit einem englischen Text unter dem Titel Falling in Love Again.
Ich bin von Kopf bis Fuß auf Liebe eingestellt wurde zu einem der bekanntesten Lieder Marlene Dietrichs, das sie im Laufe ihrer Karriere immer wieder sang. Viele andere Interpreten – auch männliche – nahmen das Lied ebenfalls in ihr Repertoire auf. Den Anfang machten schon 1930 die Comedian Harmonists (Wir sind von Kopf bis Fuß auf Liebe eingestellt). Im Zuge des Revivals von deutschsprachigen Schlagern und Chansons der 1920er und 1930er Jahre folgten in neuerer Zeit zahlreiche Interpreten, so z. B. Margot Werner, Ute Lemper, Udo Lindenberg oder Max Raabe.